# Karczag Márton
Karczag Márton (Budapest, 1976. ) a Magyar Állami Operaház munkatársa. 2010–2012 között az Operaház Kottatárának, 2013-tól Emléktárának vezetője. Több életrajzi kötet és számos operatörténettel foglalkozó publikáció szerzője.

## Élete, munkássága
Budapesten született Karczag János és Kéri Eszter gyermekeként. A Sashegyi Arany János Gimnáziumban érettségizett. Felsőfokú tanulmányait a szombathelyi Berzsenyi Dániel Főiskolán végezte.
Első jelentősebb operaházi feladata a kétezres évek elején az Opera szakmai körökben csak „bánya” néven emlegetett archív kottatárának teljes körű feldolgozása és leltárba vétele volt. A hároméves munka során vált ismét kutathatóvá a több tízezer egységet számláló gyűjtemény, mely az épület 1984-ben befejeződött felújítása óta használható katalógus nélkül, rendezetlenül hevert. Emellett állományba vette és gondozta az Operaház videótárát.
Szintén a kétezres évek elejétől szerkesztette az Operaház évkönyveit. 2008–2011 között az Operaház kiadványainak korrektora, szerkesztője, ebben az időszakban a Műsorkalendárium és az Évkönyv szerzője.
2010-2012 között az Operaház Kottatárának, 2013-tól az Operaház muzeális gyűjteménye, az Emléktár vezetője. E minőségében építi 2014-től munkatársaival az Operaház digitális archívumát és adatbázisát, az Opera DigiTárat. A projekt célja, hogy a Ház 1884-es átadásától napjainkig közkinccsé tegye az Opera előadásaihoz kapcsolódó adatokat, információkat, a megőrzött fénykép és más dokumentum anyagot. Szerkesztője emellett az OperaTrezor CD-DVD sorozatnak, az ennek részeként megjelent MagyarOpera200 gyűjteménynek, valamint az Operaház örökös tagjait bemutató könyvsorozatnak.
Az elmúlt években több életrajzi kötete jelent meg, melyek a magyar zenei élet fontos, de a nagyközönség számára kevésbé ismert személyiségeit mutatják be. Rendszeresen jelennek meg ezen kívül – elsősorban hazai operatörténettel foglalkozó – szakmai publikációi az Opera Magazinban, valamint saját oldalán, a Caruso blogon. Az Eiffel Műhelyház megnyitójára készül el az operaházi látványtervezés történetét és a színház gyártóműhelyeit bemutató Műhely. Titkok. című állandó kiállítása, melynek látványtervezője Zöldy Z Gergely volt. 2022 tavaszán indult Aranybánya című videósorozatában az Operaház múltjának egy-egy érdekes alakját vagy eseményét mutatja be. 

## Könyvek, publikációk

### Kötetei
- Akit a zene éltetett – Fricsay100 (Ókovács Szilveszterrel közösen [9]) (Opera, 2014) ISBN 978-963-12-0762-0
- A magyar Failoni (Opera, 2016) ISBN 978-615-80225-1-4
- Megfelelő ember a megfelelő helyen – Radnai Miklós zeneszerző és igazgató (Szabó Ferenc János zenetörténésszel közösen) (Opera, 2017) ISBN 978-615-80225-5-2
- Aranykalickában – Tóth Aladár élete és kora (Opera, 2019) ISBN 978-615-81066-2-7
- Az én hangom!? – Tíz délután Kincses Veronikánál (Opera, 2021) ISBN 978-615-81066-0-3

### Cikkek, publikációk
- Szamosi Elza sírjánál (elfeledett magyar énekesek sorozat)
- #metooplacido (gondolatok Plácido Domingo zaklatási ügye kapcsán)
- Fodor Géza hagyatéka (gondolatok kritikáról és kritikusokról Fodor Géza 1994-es írása nyomán)
- Fedőneve: Czeglédi - egy karmester kettős élete (Fráter Gedeon ügynökmúltja kapcsán)
- Akinek a magyar operajátszás aranykorát köszönhetjük - Tóth Aladár (Opera Magazin, Papageno)
- Pride a Savoyban (beszámoló a berlini Komische Oper előadásáról)
- A kántor, aki elvarázsolta Bernsteint (Glickstein Izsó életútjáról)
- Elsiettél (búcsú Dmitri Hvorostovskytól)
- Veres Sándor (elfeledett magyar énekesek sorozat)
- A Rózsa-ügy, avagy az Operaház első félbemaradt előadása (elfeledett magyar énekesek sorozat)
- Jézus a boncasztalon (beszámoló a Stadttheater Gießen Händel produkciójáról)
- Opera ABC (sorozat a Caruso blogon)
- Elfeledett magyar énekesek (sorozat a Caruso blogon) [10]

### Egyéb
- Az Operaház 2001-2008 között megjelent Évkönyvei [11] (összeállító, szerkesztő)
- Az Operaház 2008-2010 között megjelent Műsorkalendáriumai [12] (összeállító, szerkesztő)
- Operaházi műsorfüzetek: Karamazov testvérek (2009), A rosszul őrzött lány (2010) (szerző)
- Az Operaház 2022. szeptemberében mutatta be (K)Eiffel Jancsi Archiválva 2022. október 24-i dátummal a Wayback Machine-ben című gyerekeknek szóló Eiffel Műhelyház túráját

## Televízió
- Opera Café (139.-143. adás) – beszélgetések az Operaház örökös tagjait bemutató sorozat keretében (Palcsó Sándor ,[13] Barlay Zsuzsa ,[14] Kasza Katalin ,[15] Kelen Péter ,[16] Dózsa Imre [17])
- Opera Café rövid tematikus riportok: Az operák helyszínei (2017) ,[18] Az Erkel Színház története (2017) ,[19] A páholyok titkai (2018) ,[20] Örökös tagok: Andor Éva (2018) ,[21] Puccini budapesti kalandjai (2019) ,[22] Halottak napi megemlékezés (2019) [23][24]

## Díjak, elismerések
- Miniszteri elismerő oklevél kiemelkedő szakmai tevékenység elismeréseként (2019) [25]